# 1231
- Wikisource

| Calendário gregoriano                                                        | 1231 MCCXXXI                                          |
| Ab urbe condita                                                              | 1984                                                  |
| Calendário arménio                                                           | 680 – 681                                             |
| Calendário bahá'í                                                            | -613 – -612                                           |
| Calendário budista                                                           | 1775                                                  |
| Calendário chinês                                                            | 3927 – 3928 Início a 4 de fevereiro (aproximadamente) |
| Calendário copta                                                             | 947 – 948                                             |
| Calendário etíope                                                            | 1223 – 1224                                           |
| Calendários hindus - Vikram Samvat - Calendário nacional indiano - Cáli Iuga | 1286 – 1287 1152 – 1153 4331 – 4332                   |
| Calendário Holoceno                                                          | 11231                                                 |
| Calendário islâmico                                                          | 628 – 629                                             |
| Calendário judaico                                                           | 4991 – 4992                                           |
| Calendário persa                                                             | 609 – 610                                             |
| Calendário rúnico                                                            | 1481                                                  |
| Calendário solar tailandês                                                   | 1774                                                  |

1231 (MCCXXXI, na numeração romana) foi um ano comum do século XIII do Calendário Juliano, da Era de Cristo, e a sua letra dominical foi E (52 semanas), teve início a uma quarta-feira, terminou também a uma quarta-feira.
No reino de Portugal estava em vigor a Era de César que já contava 1269 anos.
| Ano completo                        |
| ----------------------------------- |
| Ano comum com início à quarta-feira |

## Eventos
- 2 de abril - Celebrou-se o Acordo de Sabugal, entre Sancho II de Portugal e Fernando III de Leão e Castela, pelo qual Chaves foi devolvida a Portugal.

## Nascimentos
- 17 de Março - Shijo, 87º imperador do Japão.
- Henrique III de Brabante m. 1261, foi duque de Brabante de 1248 a 1261.
- Manfredo da Sicília, Rei da Sicília, m. 1266.

## Mortes
- 13 de Junho - Santo António de Lisboa (n. 1195).
- 3 de Setembro - Guilherme II de Bourbon n. 1196. Senhor da Bourbon e de Dampierre.
- 6 de Novembro - Tsuchimikado, 83º imperador do Japão (n. 1196).
- 17 de Novembro - Santa Isabel da Hungria, filha de André II da Hungria (n. 1207).
- Abd-aI-Latif, sábio árabe (n. 1161).